# Elizabeth Bugie
Elizabeth Bugie Gregory (5 de octubre de 1920 - 10 de abril de 2001) fue una bioquímica estadounidense que identificó la estreptomicina, un antibiótico activo contra la  mycobacterium tuberculosis.

## Trayectoria
El padre de Bugie, Charles Bugie, solo llegó a realizar estudios secundarios, pero estuvo fuertemente comprometido con la educación de su hija. Su madre fue Madeline Turbett.  Bugie estudió microbiología en el New Jersey College for Women. Fue estudiante de maestría en la Universidad de Rutgers, donde trabajó con Selman Waksman. Desarrolló varias sustancias antimicrobianas. La tesis de su máster, Producción de sustancias antibióticas por Aspergillus flavus y Chaetomium cochliodes, trataba sobre la optimización de la producción de flavicina y chaetomin.
Bugie desarrolló su actividad profesional buscando antimicrobianos que protegieran a las plantas de la enfermedad del olmo holandés. En 1944 Bugie, Waksman y Schatz identificaron, en cultivos de organismos del suelo, la estreptomicina, un antibiótico activo contra la mycobacterium tuberculosis. A Bugie le dijeron que no era importante que su nombre estuviera en la patente ya que algún día se casaría y tendría una familia. Selman Waksman ganó el Premio Nobel de Medicina en 1952 y se llevó todo el reconocimiento. Waksman llegó a afirmar que Bugie se había involucrado más que Albert Schatz en el descubrimiento y Bugie finalmente recibió el 0,2% de los derechos de la patente de la estreptomicina. Posteriormente, Bugie investigó la micromonosporina, una glucoproteína pigmentada activa contra las bacterias grampositivas. Trabajó para Merck & Co., evaluando el ácido pirazinoico y la penicilina como antibióticos contra la mycobacterium tuberculosis. Después de criar a sus hijos, Bugie regresó a la academia para estudiar Biblioteconomía.
La hija de Bugie, Eileen Gregory, es microbióloga en el Rollins College.